# Волконский, Алексей Никитич
Князь Алексей Никитич Волконский (1720-е — 21 апреля 1781) — генерал-майор русской императорской армии из рода Волконских, крупный землевладелец.

## Биография
Второй сын печально известного князя Никиты Фёдоровича Волконского, который в шутовском наряде развлекал императрицу Анну Иоанновну, и Аграфены Петровны, сестры государственного канцлера Алексея Бестужева. После ссылки матери Алексей и его старший брат Михаил воспитывались у деда, П. М. Бестужева.
Образование получил в Сухопутном шляхетском корпусе, откуда 23 октября 1738 года был выпущен в армию прапорщиком. Принимал участие в Семилетней войне. Екатерина II из подполковников Украинского полка 26 июня 1762 года пожаловала его в полковники, хотя, в отличие от брата, он в перевороте участия не принимал. В том же году, 30 ноября, был произведён в генерал-майоры.
В 1760-е гг. братья Волконские унаследовали обширные имения своих дядей Бестужевых. По разделу. в 1768 году Алексей Никитич Волконский получил: в Богородском уезде сёла Невзорово и Образцово, где им была достроена церковь Рождества Богородицы; в Московском уезде — село Сергиевское-Комягино, а в окрестностях Петербурга — село Каменный Нос и деревню Коломяги.
Скончался 21 апреля (2 мая) 1781 года.

## Семья
Жена — Маргарита Родионовна Кошелева (1728—21.02.1790), дочь первого в России шталмейстера Р. М. Кошелева, внучка пастора Глюка. Похоронена рядом с мужем в семейной усыпальнице — Всехсвятской церкви Пафнутьева Боровского монастыря. Овдовев, по разделу с детьми оставила за собой три дома в Москве. Дети:
- Михаил (ум. 1786), ротмистр конной гвардии, бригадир; женат на Варваре Ивановне Шиповой (ум. 1804), которая после его смерти вышла замуж за князя Ф. Н. Голицына.
- Мария (1750—1804), жена (с 1775) князя Ивана Сергеевича Гагарина (1754—1810); у них сыновья Сергей и Григорий.
- Екатерина (1754—1829), жена (с 1781) графа Алексея Ивановича Мусина-Пушкина (1744—1817), известного библиофила.
- Николай (1757—1834), генерал-лейтенант; женат на Федосье Петровне Нащокиной (1760—1824, сестра А. П. Нащокина).
- Пётр (1759—1828), бригадир; женат на грф. Софье Ивановне Гендриковой (дочь И. С. Гендрикова).
- Варвара (1760—1827), жена полковника Михаила Петровича Нарышкина (1753—1825); у них дети Михаил и Маргарита.
- Анна (1762—1828), хозяйка поместий Каменный Нос и Коломяги; не замужем.

В истории русского искусства известно собрание портретов семьи князя Алексея Никитича, которое перешло к его дочери Екатерине и хранилось в начале XX века у её потомков в усадьбе Андреевское Мологского уезда, а после революции вошло в собрание Рыбинского музея-заповедника.

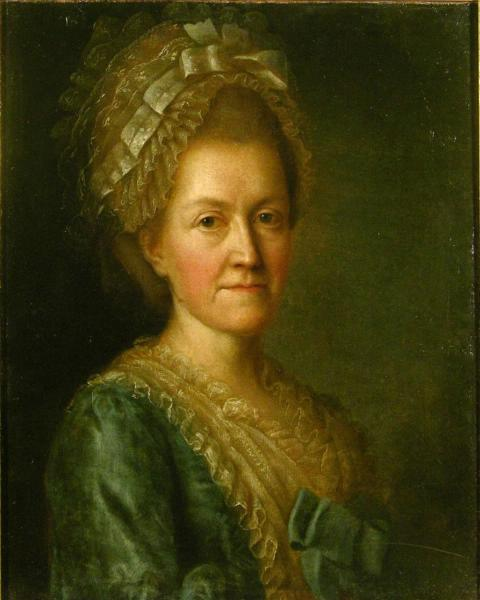
Маргарита Родионовна, жена
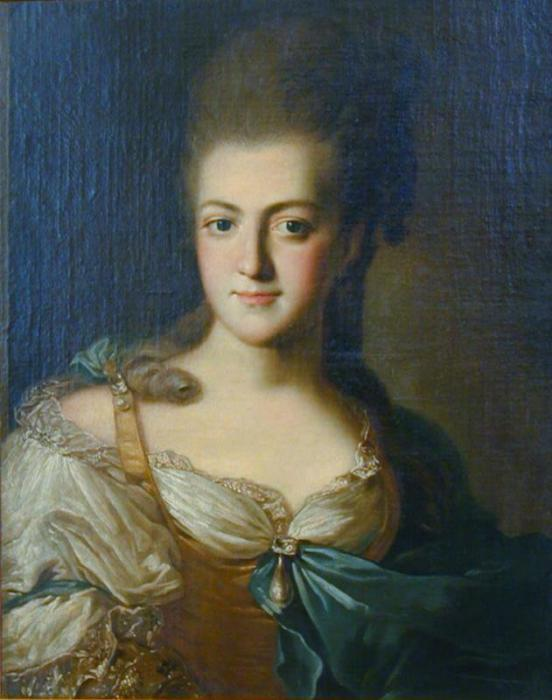
Мария Алексеевна, дочь
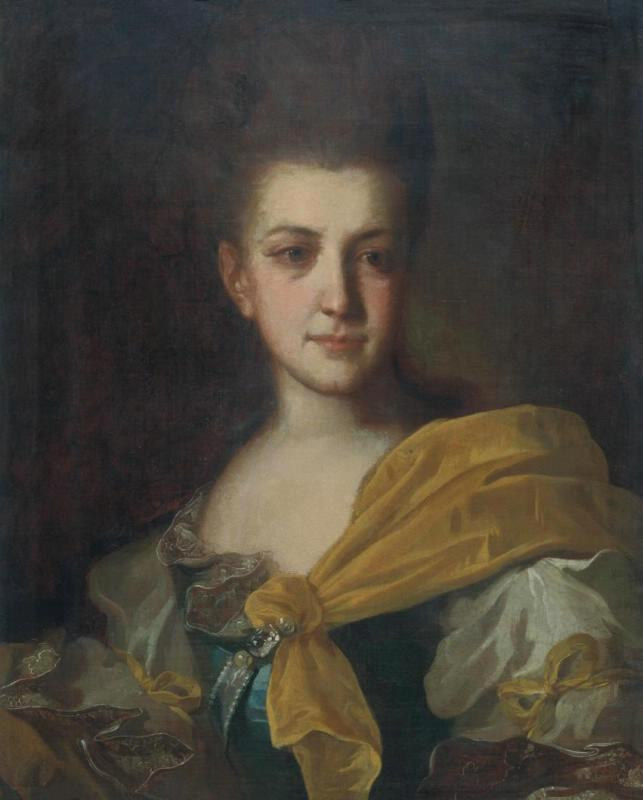
Екатерина Алексеевна, дочь
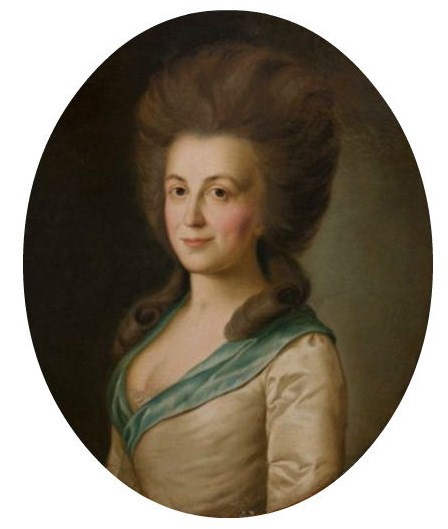
Варвара Алексеевна, дочь
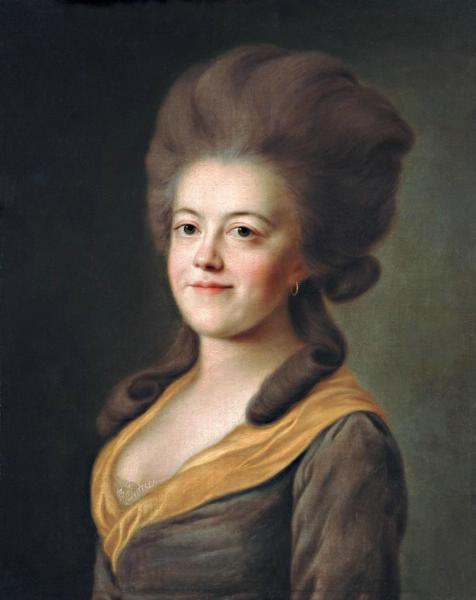
Анна Алексеевна, дочь